# Ljantor
Ljantor (rusky Лянтор) je město v Chantymansijském autonomním okruhu – Jugře v Ruské federaci. Při sčítání lidu v roce 2010 měl bezmála devětatřicet tisíc obyvatel.

## Poloha a doprava
Ljantor leží v Západosibiřské rovině na levém, východním břehu Pimu, pravého přítoku Obu. Od Chanty-Mansijsku, správního střediska okruhu, je vzdálen přibližně 180 kilometrů východně. Přímé silniční spojení je z něj na Surgut vzdálený přibližně sto kilometrů jihovýchodně.

## Dějiny
V roce 1932 zde vznikla na břehu Pimu stejnojmenná rybářská osada. V roce 1965 začaly v oblasti průzkumné vrty a ropné ložisko nalezené nedaleko bylo pojmenováno Ljantorskoje (Лнторское месторождение) podle blízkého jezera. U něj vznikla v roce 1967 osada geologů a těžařů, která v roce 1978 získala oficiální název Ljantorskij (Лянторский) a v roce 1980 status sídla městského typu. V roce 1984 do ní byla přičleněna osada Pim. K povýšení na město a přejmenování na Ljantor došlo v roce 1992.